# Combat Arms
Combat Arms è un videogioco sparatutto in prima persona gratuito per Microsoft Windows sviluppato dalla Doobic Studios (Corea del Sud) e pubblicato dalla società Nexon Corporation nel 2008.
Nel 2016 la Nexon ha avviato una versione più realistica di Combat Arms chiamandola Combat Arms Reloaded.
Nel 2017 la Nexon ha venduto il videogioco e tutti i servizi connessi alla Valofe con la possibilità, da parte dei giocatori, di trasferire il proprio profilo presso il nuovo gestore. Il 9 marzo 2018 Valofe annuncia che il processo di trasferimento dei profili è stato chiuso. La Valofe decise anche di ripristinare la versione Classic del gioco (riportandolo al 2015) affiancandola alla versione Reloaded.
È diviso in tre versioni in base alle aree geografiche, che presentano lievi differenze di contenuti: Combat Arms North America, la prima a essere pubblicata fuori dal paese d'origine; Combat Arms Europe, quella di cui tratta principalmente questa voce e dove si trovano anche i giocatori provenienti dal Nord Africa, dal Medio Oriente e dal Sud America; Combat Arms Brazil esclusivamente per i giocatori brasiliani.
La prima versione pubblicata fu la Korea, solamente per la Corea del Sud, ma la stessa azienda non la tiene molto in considerazione.

## Modalità di gioco
Combat Arms è un FPS che comprende le modalità multigiocatore e giocatore singolo, incluso il Training Mode (Modalità Allenamento), disponibile solamente in singolo in qualsiasi momento e che, esclusivamente dopo il primo completamento, fornisce come ricompensa un pacchetto standard di armi ed equipaggiamento.
Contiene più di 20 modalità di gioco tra cui: Elimination, One Man Army, Search & Destroy, Capture the Flag, Spy Hunt, FireTeam, Elimination Pro, Quarantine Regen, Last Man Standing, Bombing Run, Seize and Secure, Hired Guns, Elimination Vip, Arms Race e VIP Escort. Sono attualmente disponibili 55 mappe. In aggiunta alle armi predefinite e permanenti, al giocatore è permesso di acquistarne ulteriori nel negozio interno, oltre a vari equipaggiamenti e strumenti.

### LoShop
Il gioco dispone di un vasto arsenale di armi acquistabili nello Shop, ossia il negozio interno ad esso nel quale si usano i GP (Gear Points) come valuta. Questi ultimi si guadagnano durante le partite in base alle proprie prestazioni. Lo Shop offre la possibilità di comprare non solo armi di ogni genere, ma anche tute mimetiche ed equipaggiamenti di ogni tipo, che vanno da elmetti e giubbotti antiproiettile a granate tattiche o a frammentazione.
Nello Shop è presente una sottosezione denominata Black Market (ovvero Mercato Nero) nella quale, a differenza del negozio regolare, si utilizza una valuta virtuale chiamata GCash, abbreviata ovunque con la sigla GC ed acquistabile tramite soldi reali dai siti della Valofe. Il Black Market permette di comprare svariati articoli migliori dei normali in cui sono compresi equipaggiamenti, armi migliori o versioni superiori delle stesse e speciali accessori non reperibili tramite i GP. Inoltre è possibile l'acquisto di personaggi detti mercenari diversi da quelli basilari, che offrono equipaggiamenti integrati e che comprendono un bonus di GP per il giocatore a seconda del tempo per cui sono stati acquistati. Un'altra categoria di personaggi reperibili nello Shop comprende i cosiddetti specialisti, acquistabili anche tramite GP una volta raggiunti ranghi sufficientemente alti, che offrono capacità superiori rispetto a tutti gli altri e a cui è consentito l'esclusivo accesso a particolari armi come il lanciafiamme. Ai fini del gioco, l'utilizzo di GC per l'acquisto di armi e strumenti non richiede alcun rango minimo, necessario invece per le spese in GP. Questo significa che anche i giocatori nuovi, facendo uso di soldi reali, possono avere accesso ai migliori equipaggiamenti ed armi.
È da sottolineare che all'interno dei due negozi virtuali del gioco (Shop e Black Market) è possibile unicamente noleggiare le varie armi per un periodo limitato di tempo, che può andare da un giorno a un massimo di 90. Tuttavia, successivamente ad un aggiornamento del 3 marzo 2010, nel Black Market è possibile acquistare armi (e solo armi, tra l'altro normali, quindi non vi rientrano quelle per specialisti) permanentemente. Il costo varia in base alla tipologia, solitamente in correlazione con la data in cui l'arma è stata messa in vendita e/o particolari eventi che prevedono prezzi scontati.
Ad oggi, nella versione Reloaded, è possibile noleggiare le varie armi per 1 giorno, 30 giorni o permanentemente.
Nella versione Classic, invece, per 1 giorno, 7 giorni, 30 giorni o 90 giorni. Per acquistare armi permanentemente, è necessario acquistare GC oppure aspettare eventi.

#### Le casse
Nel negozio sono disponibili diversi tipi di casse, denominate in vario modo. Nella versione europea spicca la Supply Crate Myst-N che contiene decine di armi speciali di ogni genere non reperibili altrove, tra le quali se ne ottiene una sola per un periodo di tempo variabile da uno a novanta giorni, al costo per singola unità di 2400 GC. La sua identica controparte in GP è la Supply Crate Myst-G (4000 GP) all'interno della quale però si trovano armi considerate "rare" poiché disponibili, sempre via GP, solo per giocatori di rango molto alto. Uniche nel loro genere le Supply Cases GP divise in Extreme (1000 GC), Hazard (500 GC) e Regular (100 GC), che elargiscono quantità di GP con variabilità diversa, rispettivamente: da 1.000 a 2.000.000; da 500 a 500.000; da 2.000 a 100.000. Le HiSec Cases - letteralmente Casse ad Alta Sicurezza - appaiono invece con frequenza casuale sul luogo d'uccisione di un giocatore. Esse possono contenere sia delle armi che delle funzioni speciali, entrambe pene periodi di tempo assolutamente imprevedibili. Si dividono in due tipologie anche in base al contenuto, più prezioso nella prima, e hanno la particolarità di richiedere una chiave per l'apertura: la Black HiSec Key (1100 GC) apre il tipo Black, ma è acquistabile solo tramite GC; la Gray HiSec Key (1900 GP) è ottenibile solo tramite GP ed è esclusivamente per il genere Gray. È impossibile che una chiave apra una cassa di colore diverso dal suo, indipendentemente dalla quantità posseduta dal giocatore.

### Gestione delle stanze (room) di gioco
I giocatori che creano una stanza sono detti master ed hanno la possibilità di cambiare scenario e modalità di gioco, selezionare il limite degli obiettivi o del tempo e limitare l'uso di certe classi di armi da parte di tutti i giocatori (ad esempio: "solo fucili di precisione"); non tutte le modalità supportano la restrizione delle tipologie di armi, poiché potrebbero alterare in modo nettamente negativo il gioco, ad esempio Quarantine Regen.
Fra le varie funzioni (functions) speciali presenti nello Shop appare l'Elite Moderator - disponibile anche in una versione Super con più funzioni a fronte di un prezzo leggermente superiore - che consente al master di cacciare istantaneamente qualunque giocatore egli voglia. Ciò priva gli altri della capacità di votekick, cioè di decidere quale sia il giocatore da buttare fuori in ragione di un suo presunto comportamento scorretto. Tuttavia, il giudizio dell'Elite Moderator è sottoposto ad una valutazione da parte degli altri giocatori: se essa si rivela negativa, egli subisce delle penalità.

### Clan
Qualunque giocatore che abbia raggiunto il rango di Staff Sergeant (SSG) può creare un clan, ossia un gruppo, denominato come egli desidera, che raccoglie diverse persone reclutate dal fondatore stesso o da admin scelti da lui. I clan possono sfidarsi in un server dedicato esclusivamente a questo genere di battaglie, comunemente dette clan wars. Anche i clan, così come i giocatori, hanno una propria esperienza che aumenta in base ai risultati delle partite svolte dai membri nel server apposito. Esso può dunque salire di livello, permettendo l'accesso a diversi equipaggiamenti ed armi, sbloccati a seconda del livello raggiunto e impossibili da reperire altrimenti.
È inoltre possibile in qualsiasi momento, utilizzando GC, cambiare nome al clan o modificare il colore con cui esso appare, aggiungere uno stemma che lo identifichi e azzerarne le statistiche.

### Modalità
Nelle normali modalità a squadre (umani contro umani) queste ultime sono sempre due: Alpha e Bravo. Ognuna ha una propria base ed un proprio punto di respawn.
Il numero massimo di giocatori è 16 per ogni modalità, fa eccezione Fireteam, con un massimo di 8 giocatori.
La maggior parte delle modalità può essere modificata con specifiche opzioni dal master della stanza, come spiegato precedentemente.
La distinzione NA ed EU indica la disponibilità rispettivamente nella versione Nordamericana ed Europea.
Elimination (NA/EU)
Corrisponde al Combattimento a Squadre, la squadra che per prima raggiunge un predeterminato numero di uccisioni vince.
Elimination Pro (NA/EU)
Elimination diviso in un numero predeterminato di round, con a disposizione un'unica vita per ognuno di essi. Per ottenere il punto, le squadre dovranno uccidere tutti gli avversari, oppure avere il maggior numero di sopravvissuti allo scadere del tempo limite per ogni round; in caso di pareggio, ottiene il punto la squadra che ha compiuto l'ultima uccisione, in questo modo si evita un pareggio finale. Per ottenere la vittoria è necessario aver vinto più round dell'altra squadra.
Last Man Standing (NA/EU)
Tutti contro tutti diviso in round a vita singola. Una volta morti si è privati della chat fino al round successivo, per evitare fughe di informazioni riguardo alla posizione dei giocatori rimasti. L'ultimo rimasto (il "last man standing" da cui il nome) otterrà un punto. Il giocatore con il maggior numero di punti alla fine della partita vince.
One Man Army (NA/EU)
Il classico Tutti contro Tutti, il giocatore che raggiunge per primo un predeterminato numero di uccisioni vince.
VIP Escort (NA/EU)
In questa modalità, la squadra Alpha deve proteggere la Dott.ssa Micaela e deve scortarla all'eliporto. La squadra Bravo, invece, è la squadra offensiva e deve impedirlo. Il giocatore con il grado più alto nella squadra Alpha sarà Micaela e inizia il round dalla cella della prigione. Il resto della squadra deve salvarla e proteggerla. La dottoressa Micaela è dotata di una pistola ed è lenta a causa delle sue ferite. La squadra Alpha vince se la dottoressa arriva a destinazione o la squadra Bravo viene eliminata completamente. La squadra Bravo vince se uccide la dottoressa o se quest'ultima non arriva a destinazione in tempo.
VIP Elimination (NA/EU)
VIP Elimination condivide le regole di base con la modalità Elimination, dove vince la prima squadra che raggiunge il target di punti. La differenza è che i primi 3 giocatori di ogni squadra diventano VIP e le loro uccisioni valgono più punti. I primi tre giocatori sono etichettati rispettivamente come VIP Bronzo, Argento, Oro e le loro ricompense per le uccisioni sono rispettivamente 3, 5, 7 punti.
Search & Destroy (NA/EU)
In questa modalità le due normali squadre hanno obiettivi diversi. Ogni membro della squadra Alpha è equipaggiato con del C4 e deve farlo detonare nel punto A o nel punto B, vince se riesce a farlo esplodere. La squadra Bravo vince o eliminando i membri della squadra Alpha o disinnescando il C4 piazzato dagli avversari. Ad ogni modo, anche la squadra Alpha può vincere eliminando tutti i componenti della squadra Bravo. Gli obiettivi A e B sono collocati nelle vicinanze della base dei Bravo, poiché è loro compito difenderli dagli assalti degli Alpha. Questo crea un'ovvia e netta contrapposizione tattica diversa da quella della normale Elimination (in cui è praticamente assente), che ha conquistato molti giocatori al punto da spingere alcune game leagues - in particolare WOGL ed ESL - a creare delle specifiche regole adattate a questa modalità in modo da renderla più appassionante.
Bombing Run (giocabile solo nella versione Classic) (NA/EU)
In questa modalità bisogna raccogliere la bomba, fissa in un punto sempre identico nel centro mappa, e piazzarla su un obbiettivo vicino alla base nemica; gli avversari devono difendere il proprio obiettivo e cercare a loro volta di ottenere la bomba (uccidendo il nemico che la sta portando) e piazzarla su quello avversario. Gli obiettivi sono vicini alle rispettive basi e se la bomba non viene raccolta entro un certo limite di tempo dall'uccisione del suo portatore, essa viene riportata alla sua posizione originale.
Capture the Flag (NA/EU)
In Cattura La Bandiera è possibile vincere in due modi: ottenendo un numero predefinito di bandiere o avendone il maggior numero allo scadere del tempo. Ogni squadra deve difendere la propria bandiera, fissa in un punto vicino alla propria base fino a quando non viene catturata, ed allo stesso tempo cercare di rubare quella dell'avversario. Una volta presa, la bandiera va portata nell'area in cui risiede la propria. Se questa non è presente in quanto catturata dal nemico, va recuperata ("Recover") prima di poter ottenere il punto (nel gioco Touchdown).
Spy Hunt (NA/EU)
In questa modalità sono sparsi per la mappa cinque Intel Case. Chi ne raccoglie uno o più diventa una spia ed ottiene maggior velocità e resistenza alle pallottole. il compito delle spie è quello di raccogliere tutti gli Intel Case per poter diventare una Super-Spia (Super Spy nel gioco), mentre tutti gli altri giocatori hanno il compito di uccidere prima le spie ed infine la Super Spia. Quest'ultima, che in realtà sarà sempre di sesso maschile, indipendentemente da quello del giocatore che vi si è trasformato, avrà un'incredibile resistenza a proiettili, esplosivi e colpi in testa, oltre ad un set di tre armi devastanti. Avrà due possibilità di vittoria: sterminare tutti i propri nemici o tentare di fare l'upload dei cinque Intel precedentemente raccolti. L'upload va effettuato con un computer, fisso in un punto sempre identico nella mappa. L'upload è pericolosissimo per la Super Spia: mentre lo effettua non può difendersi (per farlo deve interrompere e dovrà quindi ricominciare da capo), ma se riuscirà nell'impresa, vincerà ed otterrà più punti esperienza e GP che sterminando tutti i nemici.
Quarantine Regen (NA/EU)
Questa modalità è molto apprezzata e vede la contrapposizione tra umani e zombie. Dopo circa 20 secondi tre (o due, a seconda del numero di giocatori presenti) umani vengono scelti a caso per essere trasformati in zombie, da quel momento il loro compito sarà quello di infettare tutti i sopravvissuti a quest'iniziale selezione. Questi devono difendersi e possono vincere eliminando tutti gli infetti o sopravvivendo fino allo scadere del tempo, mentre se tutti vengono infettati vincono gli zombie. Questi ultimi hanno caratteristiche superiori ai normali umani. Si dividono in "Host Infection" e "Viral Infected". I primi, cioè quelli infettati allo scadere dei 20 secondi, hanno normalmente 300 HP ed il triplo della normale stamina di un umano. Gli ultimi hanno normalmente 200 HP ed hanno una volta e mezza la stamina di un normale umano. Gli HP di uno zombie variano inoltre anche a seconda della tuta indossata dal giocatore al momento dell'infezione, la velocità è invece sempre la stessa. Tutti gli zombie sono immuni al veleno e molto resistenti alle armi da fuoco, ed infettano gli umani semplicemente colpendoli; inoltre possono rigenerare la propria vita stando fermi per più di tre secondi. Tuttavia armi come il lanciafiamme, il lanciagranate, e gli esplosivi in generale sono molto efficaci contro di loro e sono infatti largamente usati dalla maggior parte dei giocatori, che spesso ne acquistano un set appositamente per questa modalità.
Fireteam (NA/EU)
In questa modalità i giocatori sono tutti alleati e devono portare a termine degli obiettivi predefiniti, i nemici sono dei bot controllati dall'intelligenza artificiale del computer e variano a seconda della mappa, così come le ricompense assegnate in caso di riuscita della missione. Tuttavia, se completato alla difficoltà minima (nel gioco Normal, seguita da Hard e Extreme), il gioco non ne assegna alcuna.
Questa modalità è giocabile unicamente in nove mappe create appositamente per essa, qui elencate nell'ordine in cui sono state rese disponibili:
1. Desert Thunder: la squadra di giocatori deve annientare un numeroso gruppo di terroristi, controllati dal computer ed appostati ovunque nella mappa ambientata in una non precisata città - come si intuisce dal paesaggio - del Medio Oriente.
2. Cabin Fever: una casa abbandonata dove i giocatori, alleati, devono riuscire a contenere diverse ondate (in base alla difficoltà, 20 per quella massima) di creature infette. La missione appare chiaramente ispirata a quella di Call of Duty: World at War, Nacht der Untoten.
3. Black Lung: le caratteristiche sono le stesse di Cabin Fever, mentre la mappa è ambientata in una miniera abbandonata. Inoltre, il numero di ondate è ridotto ad un massimo di 12 per la difficoltà più alta.
4. Desert Fox: così come Black Lung per Cabin Fever, Desert Fox offre un'ambientazione diversa per svolgere una missione simile a Desert Thunder. Curioso il nome, facilmente riconducibile al soprannome del generale tedesco Erwin Rommel, detto Desert Fox per le sue riconosciute abilità nella guerra del deserto.
5. Nemexis HQ: si distingue dalle altre per il genere di missione da svolgere ed il tipo di nemici che si opporanno ai giocatori. La mappa è ambientata nell'immaginario palazzo sede della misteriosa azienda NEMEXIS, produttrice di strumenti bellici di varia tipologia. Lo scopo della missione è distruggere la nuova arma da essa appena costruita, un elicottero supertecnologico denominato "D.R.E.A.D", facendosi strada all'interno del quartier generale della NEMEXIS.
6. Nemexis Lab: assomiglia alla mappa "NEMEXIS HQ". La missione è ambientata in un laboratorio di armamenti sperimentali. All'inizio ci si fa strada attraverso i soldati della Nemexis armati di fucili e granate, successivamente sbloccate le porte si deve combattere contro i robot controllati dalla Nemexis. In seguito si entra in una stanza dove ci sono coppie di 4 tipologie di robot di cui vi è la possibilità di sceglierne uno. Alla fine del percorso successivo alla stanza dei robot si reincontra il boss finale della missione "NEMEXIS HQ" che però è più debole rispetto alla missione precedente. Sconfitto il boss si può accedere alla stanza finale dove un giocatore scelto a caso ottiene il controllo di un grande robot sperimentale. Il giocatore scelto dovrà cercare di eliminare gli altri giocatori, ora suoi avversari, mentre di contro i suoi nemici dovranno cercare di distruggerlo. Una volta uccisi tutti i giocatori o distrutto il robot la missione termina.
7. Outpost 31: missione ambientata in una imprecisata località polare, si distingue da tutte le altre mappe perché gli zombi che assaltano i giocatori sono in tenuta artica, mentre bisogna resistere a diverse ondate di bot e di cani velocissimi ed autoesplodenti per arrivare attraverso un ascensore alla stanza del boss finale.
8. Infected Ship: missione ambientata su una nave da crociera. Ogni round è diviso in 2 parti: nella 1ª parte la nave viene riempita di gas velenoso e bisogna sopravvivere all'ondata di zombie; mentre nella 2ª parte la nave viene arieggiata e i giocatori dovranno trovare parti del virus all'interno della nave, prima dell'inizio del round successivo. Inoltre si riprendono elementi dalla modalità Hired Guns nella mappa Blood Money. Infatti si possono accumulare punti per comprare sistemi di difesa quali: torrette, lanciagranate M32, torrette lanciarazzi, kit medico, kit di munizioni, una mitragliatrice, un fucile a pompa e dei segnalatori per distrarre gli infetti.
9. Dead Vacation: missione ambientata sulla spiaggia di Costa Recon, si distingue da tutte le altre mappe perché gli zombi ricevono danno unicamente dalle armi messe a disposizione dalla mappa.

Seize and Secure (giocabile solo nella versione Classic) (NA/EU)
Ognuna delle due squadre deve conquistare la bandiera posta al centro esatto della mappa posizionandosi all'interno dell'area delimitata per il necessario periodo di tempo. Ogni secondo passato dalla conquista della bandiera aumenta i punti della squadra. Vince chi raggiunge i punti indicati.
Arms Race (NA/EU)
Un One Man Army con la variante delle armi: quest'ultime verranno assegnate casualmente ai giocatori. Dopo una streak di kill con un'arma, l'arma cambierà automaticamente, attraversando tutte le classi di armi e diventando sempre più difficile. Vince il primo giocatore a raggiungere il numero target di punti.
Hired Guns (NA/EU)
Nonostante sia passato quasi un anno dalla sua introduzione, l'unica mappa giocabile è Blood Money, ambientata in un isolato di una cittadina al cui centro si trova una banca. L'obiettivo principale è fare irruzione in quest'ultima e rubare gli 80 lingotti d'oro presenti nel caveau, portandoli con successo alla propria base. A correre in aiuto dei giocatori saranno dei mercenari comandati dalla CPU - acquistabili durante la partita mediante punti ottenuti uccidendo giocatori avversari o portando oro alla propria base, divisi in categorie a seconda della loro resistenza, potenza e velocità di movimento. Ogni giocatore può arruolare un massimo di due mercenari, indipendentemente dalla categoria, e dar loro degli ordini specifici. Vince il round la squadra che allo scadere del tempo ha portato più oro alla propria base (in alternativa, il round si conclude quando tutto il bottino è stato trasportato nelle basi delle squadre).
Snowball Fight (NA/EU)
In questa modalità tutti hanno dei fucili che sparano palle di neve in grado di congelare i giocatori per i quali, una volta colpiti, il coltello è letale.
Hunted (NA/EU)
Giocabile solamente nella mappa Dark Hills, è la Battle Royale di Combat Arms. I giocatori verranno sparsi nella mappa senza armi e vince chi sopravvive trovando armi ed equipaggiamento in giro per la mappa. Quest'ultima diminuisce col tempo, aumentando le possibilità che i giocatori si incontrino per un combattimento mortale.

### Mappe
- Battle at City Center (NA/EU)
- Red Canyon (NA/EU)
- Slaughterhouse (NA/EU)
- Death Row (NA/EU)
- Bloodbath Bazaar (NA/EU)
- Warhead (NA/EU)
- Pump Jack (NA/EU)
- Snow Valley (NA/EU)
- Gray Hammer (NA/EU)
- Castle Storm (NA/EU)
- Heir of the tomb (NA/EU)
- City Of Wings (NA/EU)
- Junk Flea (NA/EU)
- Crystal Tower (NA/EU)
- Junk Flea 2 (NA/EU)
- Cold Seed (NA/EU)
- Two Towers (NA/EU)
- Brushwood (NA/EU)
- Heavy Metal (NA/EU)
- Sand Hog (NA/EU)
- Rattle Snake (NA/EU)
- Death Room (NA/EU)
- Waverider (NA/EU)
- Showdown (NA/EU)
- Desert Thunder (NA/EU) - Fireteam
- Power Surge (NA/EU)
- Overdose  (NA/EU)
- Grave Digger (NA/EU)
- Roadkill (NA/EU)
- Last Vegas (NA/EU)
- Cabin Fever (NA/EU) - Fireteam
- Short Fuse (NA/EU)
- Kill Creek (NA/EU)
- Vertigo (NA/EU)
- Dark Hills (NA/EU)
- Sector 25 (NA/EU)
- Dredge (NA/EU)
- Ghost Town (NA/EU)
- Black Lung (NA/EU) - Fireteam
- Desert Fox (NA/EU) - Fireteam
- Costa Recon (NA/EU)
- Oil Rig (NA/EU)
- Blood Money (NA/EU) - Attualmente giocabile esclusivamente in modalità Hired Guns
- Freezer (NA/EU) - Attualmente giocabile esclusivamente in modalità Snowball Fight
- Hallow Ravine (NA/EU)
- Piazza (NA/EU)
- Neptune (NA/EU)
- Hell Gate (NA/EU)
- NEMEXIS HQ (NA/EU) - Fireteam
- Nemexis Lab (NA/EU) - Fireteam
- Silent Square
- Outpost 31 (NA/EU) - Fireteam
- Infected Ship (NA/EU) - Fireteam
- Dead Water (NA/EU) - Fireteam

## Armi e loro personalizzazione
Oltre agli Specialists e alle loro armi, ai vari esplosivi da lancio e a mine e granate tattiche, è disponibile un vastissimo set di armi da fuoco: addirittura più di 300.
Per modificare la propria arma si possono acquistare tre tipi di accessori: mirini, silenziatori, caricatori.
I mirini sono di quattro tipi: ACOG, per la precisione e le lunghe distanze; iTech, per un minore rinculo e distanze medio-ravvicinate; HDS4 per i combattimenti ravvicinati; Trishot, una versione migliorata dell'ACOG. Solo i primi due sono acquistabili tramite GP, gli altri sono disponibili solamente mediante GC. Pur permettendo una maggiore precisione, i mirini riducono la velocità di movimento del giocatore mentre egli ne fa uso.
I silenziatori sono di tre tipi, tutti acquistabili con i GP: S1; S2; S3, tutti e tre con due caratteristiche comuni (riduzione suono del 50%, riduzione danno del 10%) ed una particolare per ognuno. L'S1 riduce il rinculo del 10% pur spostandolo a destra ed a sinistra, l'S2 riduce del 30% la quantità delle "tracer bullets", ovvero i proiettili visibili al nemico, l'S3 riduce il lampo emesso dall'arma durante il fuoco del 50%.
I caricatori, divisi in due categorie, hanno vantaggi opposti: quelli ampliati aumentano la quantità di pallottole per caricatore, abbassando però la velocità di ricarica dell'arma; quelli ridotti hanno un minor numero di proiettili, aumentando però la velocità di ricarica.
Tuttavia, non tutte le armi possono essere munite di ogni accessorio. Ad esempio, alcune hanno già un mirino integrato (come i fucili di precisione).
Le classi di armi attualmente disponibili sono suddivise nel modo seguente all'interno del negozio virtuale sotto la voce Weapons, in cui sono riunite tutte le armi da fuoco disponibili, inclusi langiagranate e lanciarazzi. Tra parentesi la sigla utilizzata nel negozio stesso: Assault Rifles, fucili d'assalto (AR); SubMachine Guns, pistole mitragliatrici e mitragliette (SMG); Machine Guns, mitragliatrici leggere (MG); ShotGuns, fucili a pompa (SG); Sniper Rifles, fucili di precisione (SR); Pistols, pistole semiautomatiche e non (PS); Miscellaneous, lanciarazzi e lanciagranate (ETC).

## Gradi dei giocatori
I giocatori sono classificati secondo gradi militari, abbreviati in sigle e corrispondenti ad una precisa icona visibile da chiunque nel gioco:
- Tirocinante (T)
- Recluta (R)
- Soldato semplice (PVT)
- Soldato di prima classe (PFC)
- Caporale (CPL)
- Sergente (SGT)
- Personale sergente (SSG\1-2-3)
- Sergente di prima classe (SFC\1-2-3)
- Sergente maggiore (MSG\1-2-3-4)
- Comandante dei sergenti maggiori (CSM\1-2-3-4-5)
- Sottotenente (2LT\1-2-3-4-5)
- Tenente (1LT\1-2-3-4-5)
- Capitano (CPT\1-2-3-4-5)
- Maggiore (MAJ\1-2-3-4-5)
- Tenente colonnello (LTC\1-2-3-4-5)
- Colonnello (COL\1-2-3-4-5)

Esistono cinque ranghi di generali raggiungibili:
- Generale di brigata (BG)
- Maggiore generale (MG)
- Tenente generale (LTG)
- Generale (GEN)
- Generale dell'esercito (GOA)

Oltre ai generali, esistono 5 livelli di Comandante in capo (CIC/1-2-3-4-5).

## Sviluppo
La closed beta fu avviata il 30 maggio 2008, scaricabile solo da FilePlanet per un mese e limitata a Nord America, Sud America e Oceania. In essa erano disponibili 4 mappe e 30 armi. Il 26 giugno, Combat Arms entrò in open beta e il gioco venne reso scaricabile liberamente. Essa, come quella precedente, venne limitata solo a Nord America, Sud America e Oceania. La versione non europea del gioco fu distribuita ufficialmente l'11 luglio 2008, mentre l'8 agosto 2008 la Nexon annunciò quella per i giocatori del vecchio continente, gestita dalla divisione interna Nexon Europe. Per un breve periodo che andò dal 28 ottobre 2008 all'11 novembre 2008 l'azienda distribuì Combat Arms la closed beta, mentre il 16 dicembre 2008 venne resa disponibile l'open. Finalmente, il 13 gennaio 2009 fu annunciata la distribuzione ufficiale della versione europea del gioco.

### Patch
Come per la maggior parte dei giochi le patch, generate dalla Nexon con una cadenza mensile più o meno precisa, comprendono solitamente l'eliminazione di vari bug e glitch, oltre alla disponibilità di nuove armi nello Shop e alla correzione degli exploits usati dagli hacker per programmare le loro cheats. Inoltre esse possono includere importanti aggiornamenti come una nuova mappa o modalità, tuttavia ciò non avviene con regolarità mensile.
Le patch vengono incorporate nel gioco durante la manutenzione settimanale dei server, che si svolge regolarmente in modo indipendente.